# The Saucy Arethusa

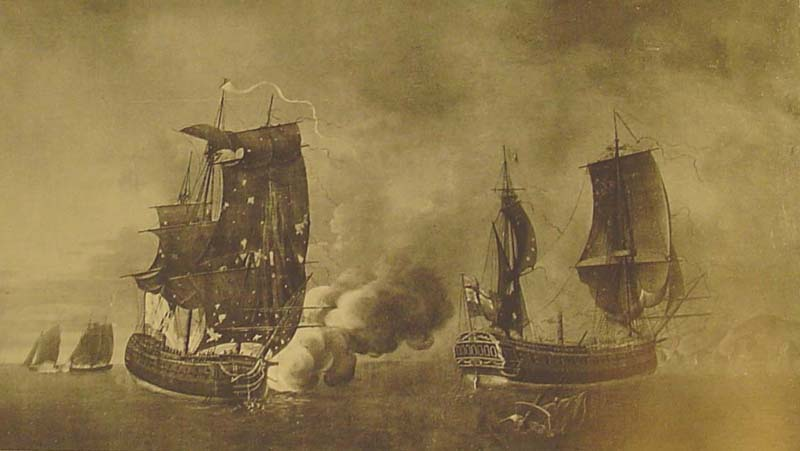
La Belle Poule

The Saucy Arethusa est un chant de marins anglais (Roud n° 12675) dont les paroles, bien que souvent considérées comme étant un « chant traditionnel », ont probablement été écrites par Prince Hoare (le jeune), un auteur d'opéra comique, vers 1796.
La musique a été composée par le harpiste aveugle irlandais Turlough O'Carolan dans la première moitié du XVIIIe siècle. La pièce porte le nom de Miss Mac Dermott, ou de Princess Royal[réf. nécessaire].
Arethusa est le nom d'une frégate française, lancée sous le nom d'Aréthuse, en hommage à la nymphe Aréthuse qui, dans la mythologie grecque est transformée en fontaine par Artémis. Cette frégate est capturée par la Royal Navy en 1759 et renommée HMS Arethusa. Il décrit le combat qui oppose, le 17 juin 1778, cette frégate à la frégate française La Belle Poule et qui marquera l'entrée en guerre de la France dans la guerre d'indépendance des États-Unis. 

## Paroles
Come all ye jolly sailors bold
Whose hearts are cast in honour's mould
While English glory I unfold
Hurrah for the Arethusa
She is a frigate tight and brave
As ever stemmed the dashing wave
Her men are staunch to their favorite launch
And when the foe shall meet our fire
Sooner than strike we'll all expire
On board of the Arethusa
'Twas with the spring fleet she went out
The English Channel to cruise about
When four French sail in show so stout
Bore down on the Arethusa
Lorsque Sir Henry Wood écrivit sa Fantasia on British Sea Songs en 1905, une version de cette chanson est reprise dans le troisième mouvement. 